# Église Saint-Nicolas de Prague (Staré Město)
Pour les articles homonymes, voir Église Saint-Nicolas de Prague.
L'église Saint-Nicolas (en tchèque : Kostel svatého Mikuláše) est un édifice religieux hussite de style baroque situé sur la place de la Vieille-Ville, au cœur de Staré Město, la Vieille Ville de Prague (en République tchèque).
Construite sur les plans de l'architecte Kilian Ignace Dientzenhofer entre 1732 et 1737, elle est d'abord vouée au culte catholique ; au XIXe siècle, elle est utilisée par l'Église orthodoxe ; enfin, après la Première Guerre mondiale, elle entre dans le giron de l'Église hussite tchécoslovaque. Dotée d'une acoustique de bonne qualité ainsi que d'une excellente accessibilité au cœur de la vieille ville, c'est le théâtre de nombreux concerts, notamment d'orgue.

## Histoire
Un lieu de culte, de style roman est établi à l'emplacement de Saint-Nicolas au moins depuis 1273. Au XIVe siècle, il est rebâti en architecture gothique. L'édifice est doté de trois nefs ; lui sont accolés un rectorat, une école, un cimetière et un ossuaire. Jan Milíč (cs) ainsi que Matthieu de Janow (cs) y prêchent tous deux après 1360. Au XVIIe siècle, l'église d'alors est confiée à une communauté bénédictine. Un incendie ayant détruit cet édifice en 1689, la commande d'une nouvelle église est effectuée par l'abbé bénédictin Anselm Vlach à Kilian Ignace Dientzenhofer,.
Ce dernier, également connu pour son travail sur l’autre église Saint-Nicolas de Prague, celle de Malá Strana, où il prolonge l'œuvre de son père Christophe, réalise sur cette église relativement réduite l'un de ses chefs-d'œuvre. Il fait de Saint-Nicolas une église monumentale dotée d'une vaste façade, en choisissant de transformer le côté sud en façade ouverte sur la place. Les stucs de l'église sont réalisés par Bernardo Spinetti (cs) ; les fresques du dôme sont l'œuvre de Cosmas Damian Asam, et les statues celle de Antonín Braun (cs),.

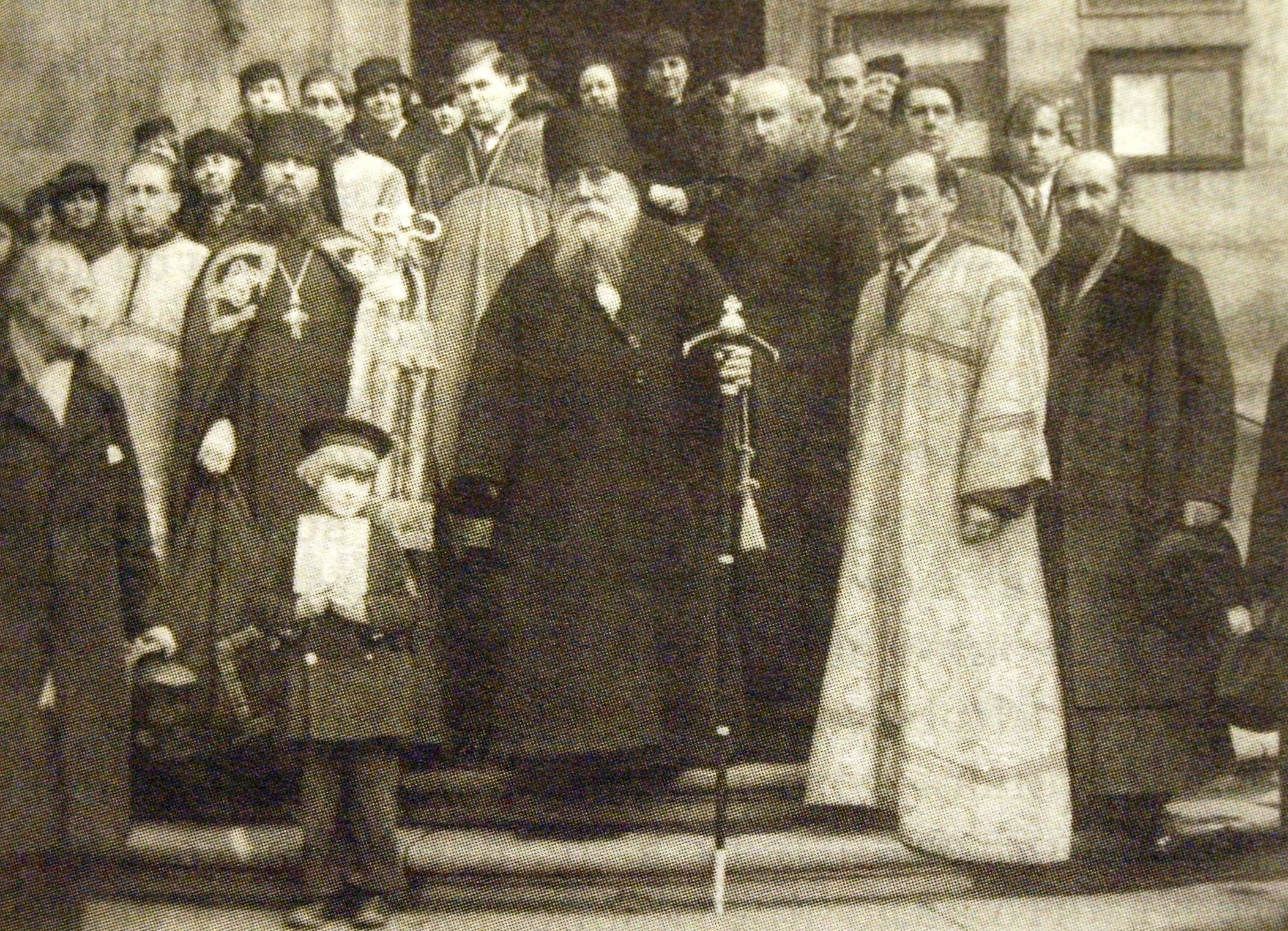
Clergé orthodoxe devant l'église durant le XIXe siècle.

En corrélation avec les réformes de Joseph II, l'église et le couvent furent supprimés en 1785 et l'aménagement intérieur de valeur fut vendu. La municipalité de Prague se chargea de l'église, ce qui sauva le bâtiment de la destruction. Pendant une période assez courte, l'église servit de grenier à blé. Puis elle servit de salle d'archives du greffe.
Après son aménagement en salle de concerts en 1863, l'église fut utilisée temporairement pour des manifestations culturelles.
En 1871, l'église est rattachée au culte orthodoxe. C'est dans ce contexte que le tsar Nicolas II offre à Saint-Nicolas le lustre monumental toujours présent.
Durant la Première Guerre mondiale, les fresques du dôme peintes par Cosmas Damian Asam sont restaurées par des artistes locaux.  En 1914, l'église fut mise à la disposition de la garnison de Prague. Dans cette église, en 1920 Karel Farský (cs) annonce la création de l'Église hussite tchécoslovaque, église à laquelle l'édifice est d'ailleurs rattaché jusqu'à aujourd'hui,.

## Architecture

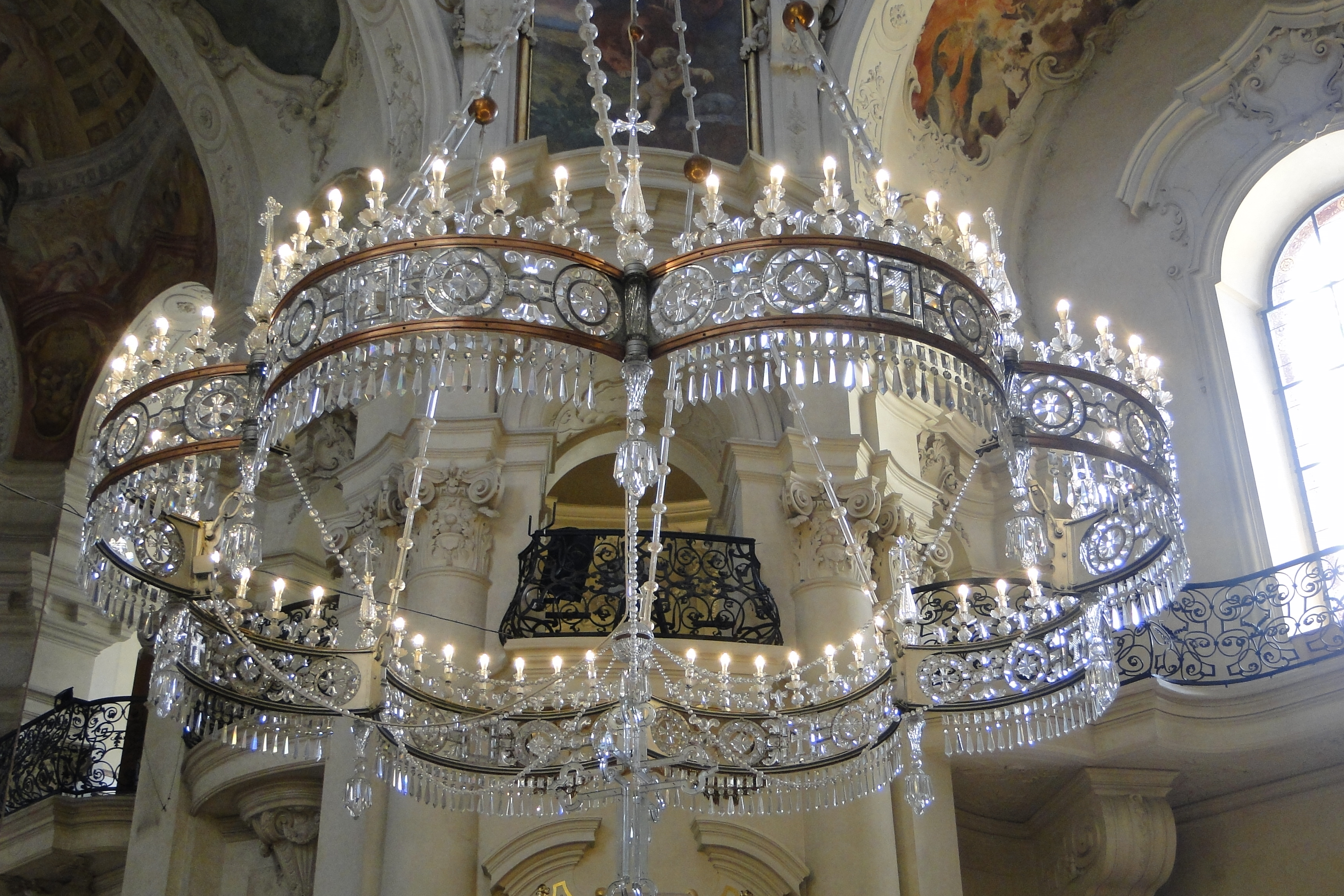
Le lustre monumental de l'église.

### Structure
La principale caractéristique de l'église est d'être ouverte, non sur sa façade occidentale, mais sur le côté droit de la nef, au sud, ce qui donne à ce petit édifice un côté monumental.

### Mobilier
L'autel date de 1737. Le lustre offert par la Russie pèse 1 400 kg et a été réalisé dans la verrerie d'Harrachov en 1860.

### Décoration
Les fresques peintes sur la face interne du dôme de l'église représentent saint Nicolas et saint Benoît, ainsi que des scènes de l'Ancien Testament (Moïse abreuvant les foules dans le désert, Joseph et la femme de Putiphar, David jouant de la harpe).  Le peintre bavarois Peter Assam créa entre 1735 et 1736 les fresques situées dans la coupole et dans le chœur. Elles célèbrent saint Nicolas (son apothéose en tant que pilier de l'église, les nations du monde entier s'inclinent devant saint Nicolas, la vierge Marie reçoit saint Nicolas au ciel, le miracle de saint Nicolas sur la mer.) 
Au dessous des balcons se trouvent des fresques des quatre évangélistes dans les encadrements en stuc dorés.
L'ornement sculptural des extérieurs est l’œuvre de l'atelier pragois du  sculpteur Matthias Braun. Huit statues de saints et saintes en stuc sont placées sur des socles dans les niches demi-circulaires de la nef de l'église.
Bernard Spinetti est l'auteur de la décoration en stuc.

## Musique

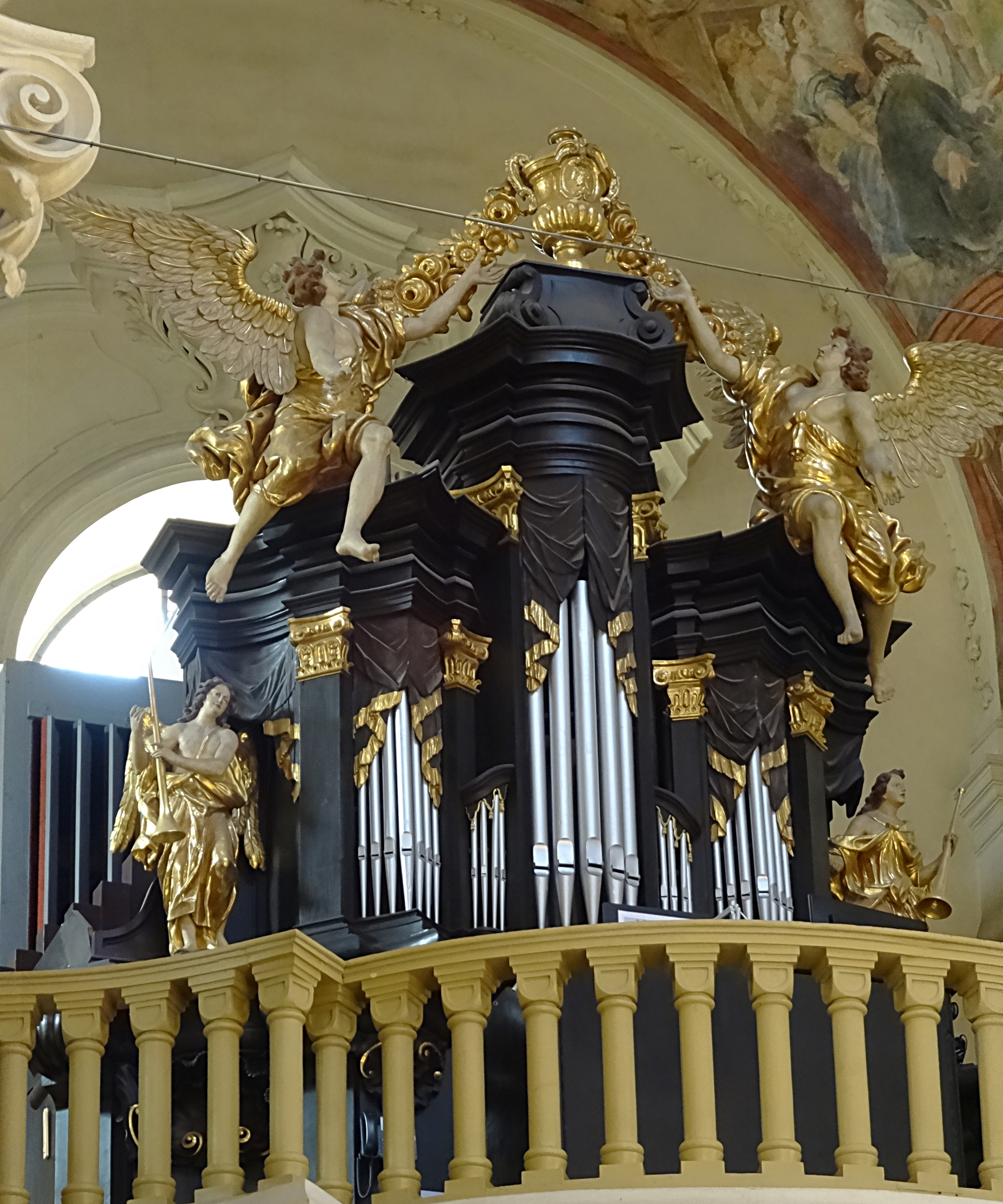
Un des buffets d'orgue de Saint-Nicolas.

L'orgue de l'église saint-Nicolas compte 2 500 tuyaux. Il date du second tiers du XVIIIe siècle et a été originellement construit dans la Basilique Notre-Dame-des-Douleurs de Bohosudov (cs) ; un relevage a été effectué en 1949. Le buffet en bois est peint en noir et décoré de vases, de fleurs, de marquises, de coquillages, de deux anges assis et de deux anges debout tenant des trompettes.
Durant la période de la Réforme, Saint-Nicolas, comme d'autres églises pragoises, est affectée de manière épisodique au culte luthérien. Toutefois, l'organiste luthérien y officiant, Martin Krumbholtz, ne se considère que comme visiteur de l'église, et son nom ne figure même pas dans les comptes financiers de l'édifice.